# Jo-Wilfried Tsonga
Jo-Wilfried Tsonga (Le Mans, 17 d'abril de 1985), malanomenat Ali Tsonga per la seva semblança amb l'exboxador Muhammad Ali, és un jugador professional de tennis francès.
Es fou famós en l'Open d'Austràlia 2008 en arribar a la final malgrat no ser cap de sèrie i ser un jugador força desconegut. En la final fou derrotat per Novak Djoković després de guanyar el primer set, l'únic que va cedir Djoković en tot el torneig. En Grand Slams no ha millorat mai aquest resultat però s'ha imposat en dos torneigs Masters (París 2008 i Toronto 2014) i finalista en l'ATP World Tour Finals 2011. El seu millor rànquing individual fou el 5è lloc, el qual accedí a principis de 2012.
En categoria de dobles també ha guanyat un Masters a Xangai (2009), però el seu millor resultat fou la medalla de plata olímpica en els Jocs Olímpics de Londres 2012.

## Biografia
Tsonga és fill d'Évelyne i Didier Tsonga, mare francesa i exjugador d'handbol congolès. El seu pare es va traslladar a França durant la dècada dels 70 per seguir amb la seva carrera esportiva, i allà va conèixer Évelyne, amb qui es va casar. Té un germana gran (Sasha) i un més petit (Enzo) que es dedica al bàsquet. El seu cosí Maël Lépicier és futbolista i internacional pel Congo.

## Torneigs de Grand Slam

### Individual: 1 (0−1)
| Resultat  | Núm. | Any  | Torneig          | Oponent en la final | Marcador              |
| --------- | ---- | ---- | ---------------- | ------------------- | --------------------- |
| Finalista | 1.   | 2008 | Open d'Austràlia | Novak Đoković       | 6−4, 4−6, 3−6, 6−7(2) |

## Jocs Olímpics

### Dobles masculins
| Any  | Campionat                          | Parella        | Oponents             | Resultat    |
| ---- | ---------------------------------- | -------------- | -------------------- | ----------- |
| 2012 | Jocs Olímpics, Londres, Regne Unit | Michaël Llodra | Bob Bryan Mike Bryan | 4−6, 6−7(2) |

## Carrera esportiva
Tsonga tingué una excel·lent carrera com a júnior, guanyant l'Open dels Estats Units en aquesta modalitat i arribant a semifinals en altres 3 torneigs de Grand Slam en júniors. Després de temporades plenes de lesions, 2007 va ser la seua temporada d'enlairament, culminant l'any en el lloc 43 del rànquing mundial i amb victòries ressonants com l'aconseguida davant Lleyton Hewitt a la gespa del Queen's Club i la victòria sobre Tim Henman a l'Open dels Estats Units, en el que fou l'últim partit del britànic en un torneig oficial (després va jugar una trobada per Copa Davis).
El seu renaixement va tenir lloc en l'Obert d'Austràlia del 2008, arribant a la final després de derrotar a grans jugadors tals com Andy Murray, Richard Gasquet, Mikhaïl Iujni i Rafael Nadal, caient en l'última trobada contra el serbi Novak Đoković en quatre sets. Tsonga es va guanyar l'afecte del públic en el certamen, i va accedir a la final com el favorit sentimental gràcies al seu carisma. A final de temporada va aconseguir el primer títol individual de la seva carrera a Bangkok derrotant a Đoković en la final. Un mes després també es va imposar en la final del Masters de París a David Nalbandian, aconseguint un dels títols més importants de la seva carrera. Els bons resultats de la temporada li van permetre classificar-se per disputar el Tennis Masters Cup, però`va perdre els tres partits de la fase de grups contra Đoković, Nikolai Davidenko i Juan Martín del Potro. Tanmateix, fou guardonat amb el premi al jugador revelació de l'any de l'ATP.
La temporada següent no va poder repetir l'actuació de l'Open d'Austràlia arribant a quarts de final. Es va refer ràpidament i al febrer va aconseguir dos títols a Johannesburg i Marsella contra Jérémy Chardy i Michaël Llodra respectivament. Va poder disputar el Roland Garros després de diverses absències però només va arribar a quarta ronda. En el Masters del Canadà no va poder classificar-se per la final però pel camí es va imposar per primer cop al número 1 del rànquing, Roger Federer en aquell moment. A la tardor no va aconseguir defensar els títols de Bangkok ni París, però s'imposà en la final de Tòquio a Iujni. Posteriorment, amb el seu compatriota Julien Benneteau es van imposar en la final del Masters de Xangai, quart títol de dobles de la seva carrera en quatre finals disputades. Malgrat no classificar-se per l'ATP World Tour Finals, va acabar la temporada en el Top 10 per segon any consecutiu.
A principis de 2010 va disputar l'Open d'Austràlia derrotant Đoković a quarts de final en cinc sets, però va caure a semifinals davant Federer, en part a causa de la fatiga de la ronda anterior. A Marsella no va poder defensar el títol en perdre en semifinals davant Benneteau. Sobre terra batuda no obtingué bons resultats i es ressentí en diverses ocasions d'una lesió al canell. Al Roland Garros avançà de ronda fins que s'hagué de retirar en quarta ronda davant Iujni a causa d'uns dolors a l'esquena. Recuperat per Wimbledon avançà fins quarts de final però no pogué superar el favorit Murray. Poc després es lesionà el genoll de forma important i estigué lesionat durant tot l'estiu. Retornà al circuit a l'octubre just per defensar el títol a Tòquio però encara estava baix de forma i fou eliminat en les primeres rondes. Durant la tardor disputà diversos torneigs però no aconseguí bons resultats i per contra, agreujà el seu problema de genoll. Això li va impedir disputar la final de la Copa Davis contra Sèrbia, en la qual foren derrotats. La temporada fou molt dura per Tsonga i no pogué acabar entre els deu millors del rànquing amb només 31 victòries i cap final disputada.
La següent temporada (2011) fou molt positiva i començà arribant a les semifinals de Doha vençut per Federer. Va patir un contratemps a l'Open d'Austràlia caient en tercera ronda en mans de Aleksandr Dolgopòlov, però seguidament va recuperar el seu bon estat arribant a la final de Rotterdam però fou derrotat per Robin Soderling. Uns problemes al turmell van afectar el seu joc i va caure aviat a Indian Wells i Miami. Poc després va anunciar que deixava d'estar a les ordres de l'entrenador Eric Winogradsky, amb qui havia estat els darrers set anys. En la gira de terra batuda no va millorar el seu estat de forma derrotat en diversos torneigs en les rondes inicials, inclòs el Roland Garros en tercera ronda per Stanislas Wawrinka. Per sorpresa, tot va canviar la següent setmana a Londres i sobre gespa. En tercera ronda va superar a Nadal, número 1 del rànquing individual, va avançar a semifinals d'un torneig de gespa per primera vegada en la seva carrera, i va disputar la final davant Murray, que el va vèncer en tres sets. A Wimbledon va demostrar el seu nivell vencent al tot poderós sobre gespa Roger Federer en quarts de final, a qui va remuntar dos sets i va esdevenir el primer tennista que li remuntava dos sets en un Grand Slam. A semifinals no va poder fer el mateix i Đoković el va derrotar en quatre sets. A l'estiu va classificar-se per semifinals de Mont-real, però Đoković el superà novament. En el US Open va coincidir novament amb Federer en quarts de final però en aquesta ocasió no va poder repetir l'actuació i va perdre. El primer títol de la temporada, i en gairebé dos anys, fou a Metz, superant a Ivan Ljubičić en la final. Després de perdre en el primer partit de Xangai, es va plantar en la final de Viena i va superar Del Potro aconseguint el segon títol de l'any. A París també es classificà per la final però Federer el va vèncer en dos sets. El gran final de temporada li va permetre classificar-se per l'ATP World Tour Finals. Allà va perdre novament amb Federer però va guanyar a Mardy Fish i Nadal, resultats que li van permetre accedir a semifinals, on va derrotar a Tomáš Berdych, però malauradament va coincidir novament amb Federer i el va tornar a guanyar. Va acabar l'any en la sisena posició del rànquing individual, la seva millor posició fins al moment, amb dos títols de sis finals i 55 victòries per 24 derrotes.
Just començar el 2012, Tsonga es va imposar a Doha derrotant el seu compatriota Gaël Monfils. En l'Open d'Austràlia va avançar fins a la quarta ronda, ja que fou superat per Kei Nishikori. Aquests resultats li van permetre escalar fins a la cinquena posició del rànquing individual aconseguint el millor resultat de la seva carrera. A Indian Wells i Miami només va arribar a quarta ronda i quarts de final respectivament. Sobre terra batuda tampoc va millorar els resultats a Montecarlo, Madrid i Roma, on va caure a quarts de final, tercera ronda i quarts de final respectivament. En el Roland Garros va avançar fins a quarts de final i va forçar els cinc sets a Đoković sense sort. Malgrat tenir problemes en un dit de bon inici, en el Wimbledon va igualar el resultat de l'edició anterior arribant a semifinals novament, i en aquesta ocasió el va vèncer Murray. A l'estiu es van disputar els Jocs Olímpics de Londres en la mateixa seu de Wimbledon. En categoria individual, el partit de segona ronda contra Milos Raonic va esdevenir el més llarg en nombre de jocs disputats de la història del tennis olímpic. No va notar el desgast i va arribar a quarts de final on el va derrotar Đoković. En dobles va fer parella amb Llodra i van aconseguir un gran resultat classificant-se per la final. Malauradament, allà van coincidir amb els principals favorits i parella número 1 indiscutible, els germans Bob i Mike Bryan, que els van derrotar en dos sets, de manera que van aconseguir la medalla d'argent. Seguidament va disputar el torneig de Toronto però amb una derrota en segona ronda. En el US Open va caure també ràpidament en segona ronda. Al setembre va aconseguir el segon títol de l'any a Metz davant Andreas Seppi, primer torneig que guanyava per segona ocasió. Les dues següents finals de l'any les va disputar a Pequín i Estocolm, però en ambdues fou derrotat per Đoković i Berdych respectivament. Entremig va disputar el torneig de Xangai amb derrota en quarts de final per part de Berdych. A París també va arribar a quarts de final, just per classificar-se per l'ATP World Tour Finals. En el darrer torneig de l'any va perdre els tres partits de la fase inicial contra Đoković, Berdych i Murray. Va acabar l'any en vuitena posició del rànquing, dos títols en quatre finals, i novament 55 victòries.
Va debutar en la temporada 2013 disputant la Copa Hopman fent parella amb Mathilde Johansson. Tsonga va guanyar els tres partits individuals però la parella no va guanyar cap duel. En l'Open d'Austràlia va arribar a quarts de final fins a ser derrotat per Roger Federer. En el torneig de Marsella es va classificar per la final amb forces problemes i allà va vèncer a Tomáš Berdych, obtenint el desè títol individual de la seva carrera. En el Roland Garros va aconseguir el millor resultat en aquest torneig arribant a semifinals després de guanyar a Federer, però en la següent ronda va caure davant David Ferrer. A Wimbledon es va haver de retirar en segona ronda per una lesió i es va perdre tots els torneigs disputats a l'estiu, inclòs el US Open. Va tornar al circuit a la tardor, concretament a Metz, i sent finalista després de perdre contra el seu compatriota Gilles Simon. L'any fou força decebedor i no aconseguí classificar-se per l'ATP World Tour Finals.
En el 2014 va disputar la Copa Hopman amb la seva compatriota Alize Cornet i es van imposar en la final a Polònia. En l'Open d'Austràlia va avançar fins als quarts de final on fou derrotat per Roger Federer. A continuació repetí arribant a la final de Marsella però en aquesta ocasió fou derrotat per Ernest Gulbis. A Indian Wells fou sorprès en primera ronda per Julien Benneteau i a Miami només arribà a quarta ronda a causa d'Andy Murray. A Montecarlo fou superat per Federer en els quarts de final, a Madrid per Santiago Giraldo en segona ronda i a Roma per Milos Raonic en tercera. En el Roland Garros arribà a quarta ronda fins a ser derrotat per Novak Đoković. Sobre gespa no millo els seus resultats i cau també en la quarta ronda de Wimbledon davant Đoković novament. A partir de l'estiu, el seu rendiment fou molt positiu començant amb el títol a Toronto vencent a Federer, segon títol de categoria Masters de la seva carrera, i derrotant a tres dels Big Four en un mateix torneig (Đoković, Murray i Federer). Tanmateix, en el US Open, Murray es revenjà amb una victòria en quarta ronda. A continuació va disputar les semifinals de la Copa Davis guanyant els dos partits individuals i el de dobles, provocant que l'equip francès es classifiqués per la final. Renuncià a Xangai per una lesió però va poder participar a París caient en tercera ronda en mans de Kei Nishikori. Novament no va poder classificar-se per l'ATP World Tour Finals, però si va disputar la final de la Copa Davis contra Suïssa. Disputà només el primer partit de la final contra Stanislas Wawrinka sent derrotat en quatre sets, i finalment l'equip suís s'imposà en la final.

## Palmarès: 24 (18−4−2)

### Individual: 30 (18−12)
| Llegenda (pre/post 2009)                                 |
| -------------------------------------------------------- |
| Grand Slams (0−1)                                        |
| Tennis Masters Cup / ATP Finals (0−1)                    |
| ATP Masters Series / ATP World Tour Masters 1000 (2−2)   |
| ATP International Series Gold / ATP World Tour 500 (2−4) |
| ATP International Series / ATP World Tour 250 (14−4)     |

| Títols per superfície |
| --------------------- |
| Dura (17−11)          |
| Gespa (0−1)           |
| Terra batuda (1−0)    |

| Resultat  | Núm. | Data                   | Torneig                                    | Superfície   | Oponent en la final   | Marcador              |
| --------- | ---- | ---------------------- | ------------------------------------------ | ------------ | --------------------- | --------------------- |
| Finalista | 1.   | 31 de gener de 2008    | Open d'Austràlia, Austràlia                | Dura         | Novak Đoković         | 6−4, 4−6, 3−6, 6−7(2) |
| Guanyador | 1.   | 28 de setembre de 2008 | Bangkok, Tailàndia                         | Dura (i)     | Novak Đoković         | 7−6(4), 6−4           |
| Guanyador | 2.   | 2 de novembre de 2008  | París, França                              | Dura (i)     | David Nalbandian      | 6−3, 4−6, 6−4         |
| Guanyador | 3.   | 2 de febrer de 2009    | Johannesburg, Sud-àfrica                   | Dura         | Jérémy Chardy         | 6−4, 7−6(5)           |
| Guanyador | 4.   | 16 de febrer de 2009   | Marsella, França                           | Dura (i)     | Michaël Llodra        | 7−5, 7−6(3)           |
| Guanyador | 5.   | 5 d'octubre de 2009    | Tòquio, Japó                               | Dura         | Mikhaïl Iujni         | 6−3, 6−3              |
| Finalista | 2.   | 13 de febrer de 2011   | Rotterdam, Països Baixos                   | Dura (i)     | Robin Söderling       | 3−6, 6−3, 3−6         |
| Finalista | 3.   | 13 de juny de 2011     | Londres, Regne Unit                        | Gespa        | Andy Murray           | 6−3, 6−7(2), 4−6      |
| Guanyador | 6.   | 25 de setembre de 2011 | Metz, França                               | Dura (i)     | Ivan Ljubičić         | 6−3, 6−7(4), 6−3      |
| Guanyador | 7.   | 30 d'octubre de 2011   | Viena, Àustria                             | Dura (i)     | Juan Martín del Potro | 6−7(5), 6−3, 6−4      |
| Finalista | 4.   | 13 de novembre de 2011 | París                                      | Dura (i)     | Roger Federer         | 1−6, 6−7(3)           |
| Finalista | 5.   | 27 de novembre de 2011 | ATP World Tour Finals, Londres, Regne Unit | Dura (i)     | Roger Federer         | 3−6, 7−6(6), 3−6      |
| Guanyador | 8.   | 7 de gener de 2012     | Doha, Qatar                                | Dura         | Gaël Monfils          | 7−5, 6−3              |
| Guanyador | 9.   | 23 de setembre de 2012 | Metz (2)                                   | Dura (i)     | Andreas Seppi         | 6−1, 6−2              |
| Finalista | 6.   | 7 d'octubre de 2012    | Pequín, Xina                               | Dura         | Novak Đoković         | 6−7(5), 2−6           |
| Finalista | 7.   | 21 d'octubre de 2012   | Estocolm, Suècia                           | Dura (i)     | Tomáš Berdych         | 6−4, 4−6, 4−6         |
| Guanyador | 10.  | 24 de febrer de 2013   | Marsella (2)                               | Dura (i)     | Tomáš Berdych         | 3−6, 7−6(6), 6−4      |
| Finalista | 8.   | 22 de setembre de 2013 | Metz                                       | Dura (i)     | Gilles Simon          | 4−6, 3−6              |
| Finalista | 9.   | 23 de febrer de 2014   | Marsella                                   | Dura (i)     | Ernests Gulbis        | 6−7(5), 4−6           |
| Guanyador | 11.  | 10 d'agost de 2014     | Toronto, Canadà                            | Dura         | Roger Federer         | 7−5, 7−6(3)           |
| Guanyador | 12.  | 27 de setembre de 2015 | Metz (3)                                   | Dura (i)     | Gilles Simon          | 7−6(5), 1−6, 6−2      |
| Finalista | 10.  | 18 d'octubre de 2015   | Xangai, Xina                               | Dura         | Novak Đoković         | 2−6, 4−6              |
| Finalista | 11.  | 30 d'octubre de 2016   | Viena                                      | Dura         | Andy Murray           | 3−6, 6−7(6)           |
| Guanyador | 13.  | 19 de febrer de 2017   | Rotterdam                                  | Dura (i)     | David Goffin          | 4−6, 6−4, 6−1         |
| Guanyador | 14.  | 24 de febrer de 2017   | Marsella (3)                               | Dura (i)     | Lucas Pouille         | 6−4, 6−4              |
| Guanyador | 15.  | 27 de maig de 2017     | Lió, França                                | Terra batuda | Tomáš Berdych         | 7−6(2), 7−5           |
| Guanyador | 16.  | 22 d'octubre de 2017   | Anvers, Bèlgica                            | Dura         | Diego Schwartzman     | 6−3, 7−5              |
| Finalista | 12.  | 29 d'octubre de 2017   | Viena (2)                                  | Dura         | Lucas Pouille         | 1−6, 4−6              |
| Guanyador | 17.  | 10 de febrer de 2019   | Montpeller, França                         | Dura (i)     | Pierre-Hugues Herbert | 6−4, 6−2              |
| Guanyador | 18.  | 22 de setembre de 2019 | Metz (4)                                   | Dura (i)     | Aljaž Bedene          | 6−7(4), 7−6(4), 6−3   |

### Dobles: 8 (4−4)
| Llegenda (pre/post 2009)                                 |
| -------------------------------------------------------- |
| Grand Slams (0−0)                                        |
| Jocs Olímpics Argent (1)                                 |
| Tennis Masters Cup / ATP Finals (0−0)                    |
| ATP Masters Series / ATP World Tour Masters 1000 (1−0)   |
| ATP International Series Gold / ATP World Tour 500 (0−0) |
| ATP International Series / ATP World Tour 250 (3−3)      |

| Títols per superfície |
| --------------------- |
| Dura (3−3)            |
| Gespa (0−1)           |
| Terra batuda (0−0)    |
| Moqueta (1−0)         |

| Resultat  | Núm. | Data                   | Torneig                            | Superfície  | Parella            | Oponents en la final                 | Marcador             |
| --------- | ---- | ---------------------- | ---------------------------------- | ----------- | ------------------ | ------------------------------------ | -------------------- |
| Guanyador | 1.   | 22 d'octubre de 2007   | Lió, França                        | Moqueta (i) | Sébastien Grosjean | Łukasz Kubot Lovro Zovko             | 6−4, 6−3             |
| Guanyador | 2.   | 7 de gener de 2008     | Sydney, Austràlia                  | Dura        | Richard Gasquet    | Bob Bryan Mike Bryan                 | 4−6, 6−4, [11−9]     |
| Guanyador | 3.   | 11 de gener de 2009    | Brisbane, Austràlia                | Dura        | Marc Gicquel       | Fernando Verdasco Mischa Zverev      | 6−4, 6−3             |
| Guanyador | 4.   | 18 d'octubre de 2009   | Xangai, Xina                       | Dura        | Julien Benneteau   | Mariusz Fyrstenberg Marcin Matkowski | 6−2, 6−4             |
| Finalista | 1.   | 20 de febrer de 2011   | Marsella, França                   | Dura (i)    | Julien Benneteau   | Robin Haase Ken Skupski              | 3−6, 7−6(4), [11−13] |
| Finalista | 2.   | 26 de febrer de 2012   | Marsella (2)                       | Dura (i)    | Dustin Brown       | Nicolas Mahut Édouard Roger-Vasselin | 6−3, 3−6, [6−10]     |
| Finalista | 3.   | 5 d'agost de 2012      | Jocs Olímpics, Londres, Regne Unit | Gespa       | Michaël Llodra     | Bob Bryan Mike Bryan                 | 4−6, 6−7(2)          |
| Finalista | 4.   | 22 de setembre de 2013 | Metz, França                       | Dura (i)    | Nicolas Mahut      | Johan Brunström Raven Klaasen        | 4−6, 6−7(5)          |

### Equips: 4 (2−2)
| Resultat  | Núm. | Data                      | Torneig                       | Superfície       | Equip                                                           | Oponents                                                          | Marcador |
| --------- | ---- | ------------------------- | ----------------------------- | ---------------- | --------------------------------------------------------------- | ----------------------------------------------------------------- | -------- |
| Guanyador | 1.   | 4 de gener de 2014        | Copa Hopman, Perth, Austràlia | Dura (i)         | Alizé Cornet                                                    | Grzegorz Panfil Agnieszka Radwańska                               | 2−1      |
| Finalista | 1.   | 21−23 de novembre de 2014 | Copa Davis, Lilla, França     | Terra batuda     | Julien Benneteau Richard Gasquet Gaël Monfils                   | Marco Chiudinelli Roger Federer Michael Lammer Stanislas Wawrinka | 1−3      |
| Guanyador | 2.   | 24 − 26 d'octubre de 2017 | Copa Davis, Lilla, França     | Dura (i)         | Richard Gasquet Pierre-Hugues Herbert Lucas Pouille             | Ruben Bemelmans Steve Darcis Joris De Loore David Goffin          | 3−2      |
| Finalista | 2.   | 23 − 25 d'octubre de 2018 | Copa Davis, Lilla, França     | Terra batuda (i) | Jérémy Chardy Pierre-Hugues Herbert Nicolas Mahut Lucas Pouille | Marin Čilić Borna Ćorić Ivan Dodig Mate Pavić Franko Skugor       | 1−3      |

## Trajectòria

### Individual
| Open d'Austràlia | A   | A           | A           | 1R          | F     | QF          | SF          | 3R          | 4R    | QF          | 4R          | A           | 4R    | QF          | 3R          | 2R          | 1R          | A   | A   | 0 / 13    | 37 − 13   |
| Roland Garros | Q2  | 1R          | A           | A           | A     | 4R          | 4R          | 3R          | QF    | SF          | 4R          | SF          | 3R    | 1R          | A           | 2R          | A           | 1R  | 1R  | 0 / 13    | 28 − 13   |
| Wimbledon | A   | A           | A           | 4R          | A     | 3R          | QF          | SF          | SF    | 2R          | 4R          | 3R          | QF    | 3R          | A           | 3R          | NC          | 1R  | A   | 0 / 12    | 32 − 12   |
| US Open | Q   | A           | A           | 3R          | 3R    | 4R          | A           | QF          | 2R    | A           | 4R          | QF          | QF    | 2R          | A           | 1R          | A           | A   | A   | 0 / 10    | 25 − 10   |
| Jocs Olímpics | A   | No celebrat | No celebrat | No celebrat | A     | No celebrat | No celebrat | No celebrat | QF    | No celebrat | No celebrat | No celebrat | 2R    | No celebrat | No celebrat | No celebrat | No celebrat | A   | NC  | 0 / 2     | 4 – 2     |
| ATP World Tour Finals | A   | A           | A           | A           | RR    | A           | A           | F           | RR    | A           | A           | A           | A     | A           | A           | A           | A           | A   | A   | 0 / 3     | 4 − 7     |
| Total Victòries−Derrotes                                                                                                   | 2−2 | 0−1         | 0−0         | 14−10       | 34−14 | 53−20       | 31−16       | 55−24       | 55−25 | 39−16       | 36−19       | 32−16       | 37−17 | 38−15       | 5−7         | 34−20       | 0−2         | 1−8 | 2−7 | 467 − 238 | 467 − 238 |
| Rànquing a final d'any | 157 | 345         | 212         | 43          | 6     | 10          | 13          | 6           | 8     | 10          | 12          | 10          | 12    | 15          | 239         | 29          | 62          | 257 |     |           |           |
| Llegenda: G: Guanyador; F: Finalista; SF: Semifinalista; QF: Quarts de final; Q: Qualificació; A: Absent; RR: Round Robin; |     |             |             |             |       |             |             |             |       |             |             |             |       |             |             |             |             |     |     |           |           |

## Guardons
- Millor tennista novell de l'any ATP (2007).